# Paul Manning
Paul Christian Manning (Sutton Coldfield, 6 de noviembre de 1974) es un deportista británico que compitió en ciclismo en las modalidades de pista, especialista en las pruebas de persecución, y ruta. Es campeón olímpico en Pekín 2008 y triple campeón mundial (en los años 2005, 2007 y 2008).
Participó en tres Juegos Olímpicos de Verano, entre los años 2000 y 2008, obteniendo en total tres medallas (las tres en persecución por equipos), bronce en Sídney 2000 (junto con Bryan Steel, Bradley Wiggins y Chris Newton), plata en Atenas 2004 (con Stephen Cummings, Robert Hayles y Bradley Wiggins) y oro en Pekín 2008 (con Edward Clancy, Geraint Thomas y Bradley Wiggins).
Ganó diez medallas en el Campeonato Mundial de Ciclismo en Pista entre los años 2000 y 2008.
Fue nombrado miembro de la Orden del Imperio Británico (MBE) en el año 2008 por sus éxitos deportivos. Además, fue introducido en 2009 en el Salón de la Fama de British Cycling.

## Biografía
Manning fue profesional de 2005 a 2008. Después de su medalla de oro en Pekín 2008, terminó su carrera como deportista, pero sigue ligado al ciclismo como entrenador del equipo femenino británico en la sección de pruebas de fondo. Apuntándose diversos éxitos con sus pupilas, entre las que destacan Danielle King, Laura Trott y Joanna Rowsell, ganadoras del oro en los Juegos Olímpicos de Londres 2012 en persecución por equipos. Por estos éxitos fue uno de los galordonados del Premio a los Entrenadores del Reino Unido en 2012. Su labor como entrenador continúo en el ciclo olímpico 2013-2016, consiguiendo su equipo dos nuevas medallas de oro en Río de Janeiro 2016, en persecución por equipos y ómnium.
Se graduó en 1996 en Ciencias de la Tierra en la Universidad de Birmingham.

## Medallero internacional
| Juegos Olímpicos   | Juegos Olímpicos              | Juegos Olímpicos  | Juegos Olímpicos        |
| Año                | Lugar                         | Medalla           | Competición             |
| ------------------ | ----------------------------- | ----------------- | ----------------------- |
| 2000               | Sídney ( Australia)           | Medalla de bronce | Persecución por equipos |
| 2004               | Atenas ( Grecia)              | Medalla de plata  | Persecución por equipos |
| 2008               | Pekín ( China)                | Medalla de oro    | Persecución por equipos |
| Campeonato Mundial |                               |                   |                         |
| Año                | Lugar                         | Medalla           | Competición             |
| 2000               | Mánchester ( Reino Unido)     | Medalla de plata  | Persecución por equipos |
| 2001               | Amberes ( Bélgica)            | Medalla de plata  | Persecución por equipos |
| 2002               | Ballerup ( Dinamarca)         | Medalla de bronce | Persecución por equipos |
| 2003               | Stuttgart ( Alemania)         | Medalla de plata  | Persecución por equipos |
| 2004               | Melbourne ( Australia)        | Medalla de plata  | Persecución por equipos |
| 2005               | Los Ángeles ( Estados Unidos) | Medalla de oro    | Persecución por equipos |
| 2006               | Burdeos ( Francia)            | Medalla de plata  | Persecución por equipos |
| 2006               | Burdeos ( Francia)            | Medalla de bronce | Persecución individual  |
| 2007               | Palma de Mallorca ( España)   | Medalla de oro    | Persecución por equipos |
| 2008               | Mánchester ( Reino Unido)     | Medalla de oro    | Persecución por equipos |

## Palmarés

### Pista

#### Juegos Olímpicos
Atenas2004
- Medalla de plata en persecución por equipos (con Steve Cummings, Robert Hayles, Bradley Wiggins)
- Medalla de bronce en persecución

Pekín 2008
- Medalla de oro en persecución por equipos (con Geraint Thomas, Ed Clancy, Bradley Wiggins)

#### Campeonatos del mundo
2000
- Medalla de plata en persecución por equipos (con Jonathan Clay, Chris Newton, Bradley Wiggins, Robert Hayles)

2001
- Medalla de plata en persecución por equipos (con Bryan Steel, Chris Newton, Bradley Wiggins)

2002
- Medalla de bronce en persecución por equipos (con Bryan Steel, Chris Newton, Bradley Wiggins)

2003
- Medalla de plata en persecución por equipos(con Bryan Steel, Robert Hayles, Bradley Wiggins)

2004
- Medalla de plata en persecución por equipos (con Bryan Steel, Robert Hayles, Chris Newton)

2005
- Campeón del mundo en persecución por equipos (con Steve Cummings, Robert Hayles, Chris Newton)

2006
- Medalla de plata en persecución por equipos (con Geraint Thomas, Robert Hayles, Steve Cummings)
- Medalla de bronce en persecución

2007
- Campeón del mundo en persecución por equipos (con Geraint Thomas, Edward Clancy, Bradley Wiggins)

2008
- Campeón del mundo en persecución por equipos

#### Juegos de la Commonwealth
2002
- Medalla de plata en persecución por equipos (con Bryan Steel, Bradley Wiggins, Chris Newton)
- Medalla de bronce en persecución

2006
- Medalla de oro en persecución
- Medalla de oro en persecución por equipos (con Steve Cummings, Robert Hayles, Chris Newton)

### Carretera
1996
- Dúo Normando (haciendo pareja con Chris Boardman)

1997
- 1 etapa de la Vuelta a Suecia

2000
- 1 etapa del Tour de Olympia

2001
- 1 etapa del Sachsen-Tour
- FBD Insurance Rás

2003
- 1 etapa del Herald Sun Tour

2007
- 1 etapa de la Vuelta a Gran Bretaña